# Ocean City (New Jersey)
Pour les articles homonymes, voir Ocean City.
Ocean City est une ville du comté de Cape May dans le New Jersey, aux États-Unis.